# Bunker ('ndrangheta)
Bunker è un termine mediatico usato per indicare tutti quei nascondigli creati ad arte in appartamenti o in aperta campagna da alcuni esponenti di 'ndrangheta (ma anche di Camorra) per non essere trovati durante la loro latitanza.
Tra le forze dell'ordine specializzate nella ricerca di bunker vi è lo Squadrone eliportato carabinieri cacciatori "Calabria".

## Descrizione
In origine, la latitanza di esponenti di 'ndrangheta di tipo rurale o montana, avveniva in luoghi isolati come casolari abbandonati ed in luoghi naturali quali grotte e anfratti naturali appoggiati con la connivenza di sodali che per la natura delle loro attività lavorative quali pecoraio, capraio e falegname conoscevano bene l'ambiente montano.
Con l'imborghesimento delle componenti dell'organizzazione si è optato a rimanere sempre nel territorio d'origine ma a nascondersi nell'appartamento stesso di residenza o di sodali ricavando il cosiddetto bunker da finte mura e botole nascoste o utilizzando al massimo bunker sotterranei in aree di campagna.
Eclatante fu la scoperta di una intera città sotterranea il 12 novembre 2003 a Platì a conclusione dell'operazione Marine che portò ad oltre 125 arresti ma di cui solo 8 sono stati condannati nel 2015.
Dal 2005 al 2013 (8 anni) in Calabria sono stati censiti 66 bunker per lo più nell'area aspromontana e della Locride ed in particolare di Platì e nella piana di Gioia Tauro, in particolare a Rosarno.

## Tipologie di bunker

### Per area geografica
- Bunker della Locride creato in appartamento[6]
- Bunker della Piana di Gioia Tauro creato in aperta campagna[6]

### Per modalità realizzativa
- Bunker sotto una scala[6]
- Bunker ricavato all'interno di un muro[6]
  - Bunker ricavato all'interno di un muretto a secco[7]
- Bunker con binari scorrevoli[6]
  - Bunker con muretto a secco su binari scorrevoli[7]
- Bunker con botola basculante
- Bunker con container interrato[6]
- Bunker con cunicolo
- Bunker con apertura e chiusura meccanizzata
- Bunker nel bunker

## Elenco di latitanti trovati in un bunker in Calabria
Questa lista è suscettibile di variazioni e potrebbe essere incompleta o non aggiornata.

- Rocco Gallico, Palmi, 24 marzo 2008, bunker dentro villa[8]
- Antonio Pelle, Ardore Marina, 16 ottobre 2008, bunker[9]
- Salvatore Coluccio, Roccella Jonica, 10 maggio 2009, bunker dietro parete meccanica in appartamento[10]
- Saverio Trimboli, Platì, 13 febbraio 2010, 2 bunker di 30 e 25 metri[11]
- Francesco Pesce, Rosarno, 9 agosto 2011, bunker in un capannone di un'azienda agricola[12][13]
- Rocco Trimboli, Contrada Bosco di Platì, 24 aprile 2012, bunker nascosto da una botola basculante a pavimento in appartamento[14]
- Rocco Aquino, Marina di Gioiosa Jonica, 10 febbraio 2012, bunker in una mansarda di un appartamento[15]
- Franco Aloi, Guardavalle, 9 febbraio 2015, bunker sotto una cella frigoriferia di un albero-ristorante[6]
- Nicola Tedesco, Guardavalle, 9 febbraio 2015, bunker sotto una cella frigoriferia di un albero-ristorante[6]
- Giuseppe Ferraro, Agro di Maropati, 29 gennaio 2016, bunker in metallo[16][17]
- Giuseppe Crea, Agro di Maropati, 29 gennaio 2016, bunker in metallo[16][17]
- Cosimo Damiano Gallace a Isca sullo Ionio, 7 ottobre 2021, bunker, nascosto da una finta parete dietro una specchiera che apriva meccanicamente da un pomello dell'attaccapanni[18].

## Elenco cronologico di bunker scoperti in Calabria
Questa lista è suscettibile di variazioni e potrebbe essere incompleta o non aggiornata.

### Anni 2000
- 12 novembre 2003, Platì, rete di bunker e cunicoli sotto il paese
- 24 marzo 2008, Palmi, bunker dentro villa[8]
- Tra il 2009 ed il 2010 vengono trovati 10 bunker riconducibili ai Trimboli[19]
- 10 maggio 2009, Roccella Jonica
- 13 febbraio 2010, Platì, bunker in una cantina camuffato da una parete[14]
- 12 marzo 2010, Platì, doppio bunker collegato tra cantina e cucina di una abitazione con cunicolo scavato a mano di 200 metri[20]
- 13 marzo 2010, Platì, bunker sotterraneo con botola basculante[14]
- Il 10 giugno 2010, Platì, 5 bunker: 3 in appartamento, 2 interrati di cui uno in contrada Flacchi a Platì di 100 metri di grandezza[21]
- Il 10 ottobre 2010, Marina di Gioiosa Jonica, bunker in abitazione accessibile da telecomando che attiva una chiusura meccanizzata scorrevole[22]
- Il 10 ottobre 2010, Marina di Gioiosa Jonica, bunker di 6 metri in garage accessibile da parete scorrevole meccanizzata[22]

### Anni 2010
- 29 giugno 2011, Marina di Gioiosa Jonica, bunker accessibile da botola ad apertura manuale[22]
- 9 agosto 2011, Rosarno, bunker in un capannone di un'azienda agricola[12]
- 10 febbraio 2012, Marina di Gioiosa Jonica
- 9 ottobre 2013, Spianate di Altopascio (Lucca), bunker di 4 metri quadrati accessibile da un termosifone del bagno[23]
- 13 febbraio 2013, Candidoni, bunker di campagna sotterraneo accessibile da botola[24]
- 9 febbraio 2015, Guardavalle, Bunker sotto una cella frigorifera
- 25 marzo 2015, Bovalino, bunker di 600 metri quadrati, creato in un container sotterraneo[25]
- 29 gennaio 2016, Agro di Maropati, bunker in metallo[16]
- 1 febbraio 2018, Contrada Bosco a Rosarno, Bunker interrato di 20 metri con botola di cemento a scomparsa[26]
- 21 febbraio 2018, Platì[27]
- 22 febbraio 2018, Ciminà[27]
- 2 marzo 2018, Locri[27]
- 6 marzo 2018, Ciminà[27]
- 7 marzo 2018, Cittanova[27]
- 21 marzo 2018, Ciminà[27]
- 24 marzo 2018, Africo[27]
- 9 maggio 2018, Cinquefrondi[27]
- 13 luglio 2018, Platì[27]
- 15 novembre 2018, Rosarno[27]
- 24 novembre 2018, Ciminà[27]

### Anni '20
- 17 aprile 2020, Platì[7]
- 10 ottobre 2021, Isca sullo Ionio[18]

## Media
- Documentario Mafia bunker del 2013 di History Channel[28]
- Episodio 3 Il Genio del documentario Lo Squadrone andato in onda sulla rete RAI nel 2018
- Serie TV Rai I topi del 2018
- 1º episodio (Il carico) della Serie TV Sky Zerozerozero del 2020, il personaggio Don Micu si trova in un bunker sotterraneo
- Alla scoperta dei bunker della 'ndrangheta trasmesso il 31 marzo 2023 del programma televisivo Tagadà su LA7[29]